# Діти шпигунів 2: Острів несправджених надій (фільм)
«Діти шпигунів 2: Острів несправджених надій» (англ. Spy Kids 2: Island of Lost Dreams) — американський фільм 2002 року, сіквел фільму «Діти шпигунів». Всі попередні актори залишилися в сіквелі.

## Зміст
Кармен і Джуні стали професійними агентами ОСС (Організація Супер Шпигунів) (англ. OSS, Organization of Super Spies), але тепер у них з'явилися конкуренти — Гері і Герті Гігглзи, діти нового директора ОСС Донагана Гігглза. Вони виконують завдання виключно заради власне роботи, а на сімейні стосунки їм начхати. Примітно те, що Гері подобається Кармен. На новому завданні їм доручили знайти прилад під назвою «трансмукер», здатний відключати будь-які пристрої. Джуні і Кармен переймають цю місію, а Гері і Герті відправляють в пустелю.

## Ролі
| Актор              | Роль                   |
| ------------------ | ---------------------- |
| Деріл Сабара       | Джуні Кортес           |
| Алекса Вега        | Кармен Кортес          |
| Антоніо Бандерас   | Грегоріо Кортес        |
| Карла Гуджино      | Інгред Кортес          |
| Денні Трехо        | Ісидор «Мачете» Кортес |
| Рікардо Монтальбан | Дідусь (Валентин)      |
| Холланд Тейлор     | Бабуся                 |
| Майк Джадж         | Донаган Гігглс         |
| Метт O'Лірі        | Гері Гігглс            |
| Стів Бушемі        | Ромеро                 |
| Емілі Осмент       | Герті Гігглс           |
| Тейлор Момсен      | Олександра             |